# Stefan (Kavtarašvili)
Stefan (světským jménem: Andrej Labazovič Kavtarašvili; * 16. květen 1971, Urazovo) je ruský duchovní Ruské pravoslavné církve a biskup tichorecký a korenovský.

## Život
Narodil se 16. května 1971 v sídle Urazovo Bělgorodské oblasti. Jeho rodina přísluší k subetniku Kistů, kteří pochází z oblasti Velkého Kavkazu v Gruzii. Pokřtěn byl v dětství a po střední škole absolvoval povinnou vojenskou službu.
Roku 1991 začal studovat na Stavropolském duchovním semináři. Během studia byl 22. dubna 1994 biskupem verejským Jevgenijem (Rešetnikovem) postřižen na monacha se jménem Stefan a o čtyři dny později arcibiskupem bakuským Valentinem (Miščukem) rukopoložen na jerodiákona. Poté sloužil v katedrálním chrámu svatého Ondřeje ve Stavropolu.
V červnu 1996 se stal starším asistentem inspektora seminaře a přednášejícím typikonu. Následující rok byl povýšen na archidiákona.
Dne 12. listopadu 2001 přešel do kléru jekatěrinodarské eparchie, kde byl ustanoven diákonem chrámu svatého Mikuláše v Jejsku a poté katedrálního chrámu svaté Kateřiny v Krasnodaru. Dne 25. prosince jej metropolita Isidor (Kiričenko) rukopoložil na jeromonacha. Po vysvěcení byl jmenován představeným chrámu svatého Michaela ve stanici Okťabrskaja.
Dne 18. června 2004 dokončil Kyjevskou duchovní akademii. Od stejného roku měl na starost stavbu nového chrámu ve stanici Okťabrskaja. Po dokončení stavby byl roku 2007 povýšen na igumena a byla mu svěřena stavba chrámu ve stanici Pavlovskaja.
Od roku 2008 působil jako blagočinný Tichoreckého okruhu.
Dne 26. prosince 2013 jej Svatý synod zvolil biskupem tichoreckým a korenovským. Stejného měsíce byl povýšen na archimandritu a 25. února proběhla v chrámu Zjevení Páně v Moskvě jeho biskupská chirotonie. Hlavním světitelem byl patriarcha moskevský a celé Rusi Kirill.